# Flicka med blont hår
Flicka med blont hår (finska: Vaaleatukkainen tyttö) är en oljemålning av den finlandssvenska konstnären Helene Schjerfbeck från 1916. Den är utställd på Städel Museum i Frankfurt. 
Målningen visar en blond flicka som är försjunken i en bok. Som modell för flickan satt Impi Tamlander, en grannflicka till konstnären i Hyvinge i Nyland. Målningen var i privat ägo fram till december 2015 då Städel Museum köpte den för 869 000 brittiska pund på Sotheby's.

## Målningen Familjesmycket

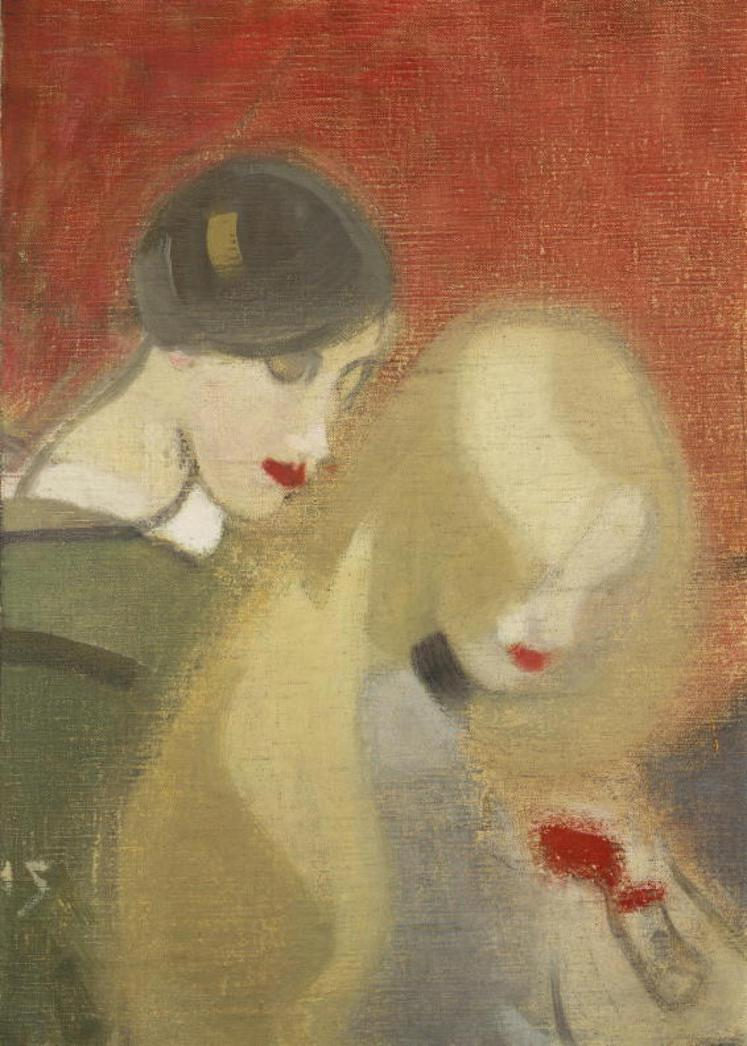
Familjesmycket, 1915–1916, Ateneum.

Ateneum i Helsingfors äger Schjerfbeckmålningen Familjesmycket från 1915–1916 som har stora likheter med Flicka med blont hår.